# Gojō
Gojō (jap. 五條市 Gojō-shi) – miasto w Japonii, na wyspie Honsiu, w prefekturze Nara.

## Położenie
Miasto leży w zachodniej części prefektury, graniczy z miastami:
- Yamatotakada
- Kashihara
- Gose
- Katsuragi.

## Historia
Gojō otrzymało status miejski szczebla -shi (市) w dniu 15 października 1957 roku.